# 에어 세이셸
에어 세이셸(영어: Air Seychelles)은 마에섬에 본사를 두고 있는 항공사로 허브 공항은 세이셸 국제공항이 있다.

## 역사
1977년 에어 마에(영어: Air Male)와 인터아일랜드 항공(영어: Inter-Island Airways)과 합병되어 설립 했으며 1978년에 현재의 사명으로 변경했다. 1983년에 최초로 국제선을 취항해 프랑크푸르트와 런던에 취항했다. 1989년 ILFC로부터 보잉 767-200ER를 도입했으며 1990년에 보잉 767-300ER를 도입했다. 당시 미국 미시간주의 그랜드래피즈(영어: Grand Rapids)에서 이륙하여 세이셸 국제공항에 도착하였다. 이 비행은 당시 쌍발 비행기가 세운 최장 비행 기록으로 비행 거리는 16시간 49분 29초 동안 1만 4311킬로미터를 운항했다. 도입한지 12년이 지난 이후 2001년에 보잉 767을 반납 했으며 2012년에 아랍에미리트의 항공사인 에티하드 항공이 지분 40%를 인수했다.

## 운항 노선
- 2012년 7월 기준으로 에어 세이셸은 다음과 같은 노선을 운항하고 있다.

### 코드쉐어 협정
- 에어 세이셸은 다음과 같은 항공사와 코드쉐어 협정을 체결하고 있다.

| - 남아프리카 항공 (스타 얼라이언스) - 버진 오스트레일리아 - 에어 마다가스카르 - 에어 프랑스 (스카이팀) - 에티하드 항공 |

## 보유 기종

### 현재 보유중인 기종
- 2020년 2월 기준으로 에어 세이셸은 다음과 같은 기종을 보유하고 있다.[3][4]

## 사진

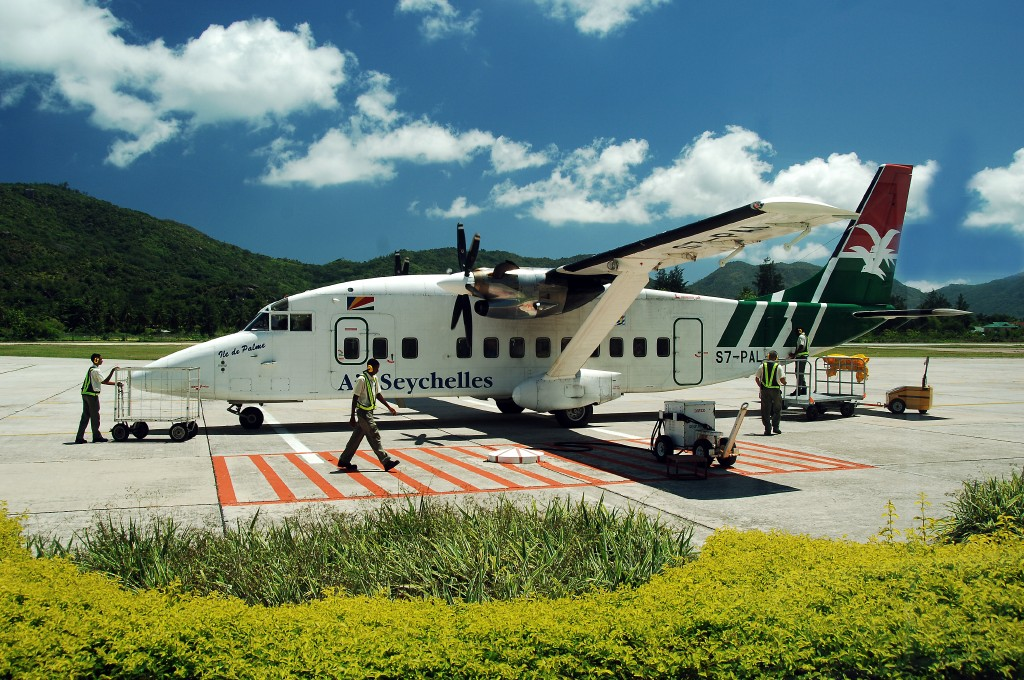
에어 세이셸의 쇼트 360-300